# Апресян, Дереник Захарович
Дере́ник Заха́рович Апреся́н (арм. Դերենիկ Զաքարի Ապրեսյան; 1899, с. Татлы, Казахский уезд, Елизаветпольская губерния, Российская империя — 23 февраля 1939, Москва, СССР) — советский партийный и государственный деятель, Народный комиссар внутренних дел Узбекской ССР (19.08.1937 — 21.11.1938), майор государственной безопасности (20.12.1936). Входил в состав особой тройки НКВД СССР. Расстрелян в 1939 году. Признан не подлежащим реабилитации.

## Биография
Родился в 1899 году в селе Татлы Казахского уезда, в семье священника. По национальности армянин. Окончил церковно-приходскую школу. В 1919—1920 годах учился на медицинском факультете Закавказского университета (Тифлис).
В июне 1921 г. года окончил Коммунистический университет имени Я. М. Свердлова.

Д. З. Апресян в 1920-е годы

В 1917—1918 гг. активный участник Армянской революционной федерации (партии) «Дашнакцутюн». В 1918—1920 гг. в составе Красной армии воевал в Армении.
Состоял в РКП(б) с 1919 г. В 1920—1921 гг. — контролёр Отдела снабжения Московского топливного управления.
В 1921—1926 годах — на хозяйственной и партийной работе: заведующий агитационно-пропагандистским отделом Забайкальского губернского комитета (1921—1922), с 1922 г. — ответственный секретарь Приамурского губернского бюро РКП(б).
В 1926 г. переведён на работу в ОГПУ СССР. В 6.1926—2.1931 гг. уполномоченный 5-го отделения Экономического управления ОГПУ; в 2.-7.1930 г.  старший уполномоченный  2-го отделения  ЭКУ ОГПУ, затем в 7.-10.1930 г. помощник начальника 7-го отделения ЭКУ ОГПУ; в 10.1930-4.1931 гг. помощник начальника 4-го отделения ЭКУ ОГПУ;  в 4.-11.1931 г. помощник начальника 3-го отд-я ЭКУ ОГПУ СССР; в 11.1931 -2.1932 гг. и.о. начальника отделения ЭКУ ОГПУ; в 2.-10.1932 г. начальник 6-го отд-я ЭКУ ОГПУ; в 10.1932 03.1934 гг.  начальник 8-го отд-я ЭКУ ОГПУ; в 3.-7.1934 г. помощник начальника ЭКУ ОГПУ, одновременно начальник 4-го отд-я ЭКУ ОГПУ; в 7.1934-5.1935 гг.  начальник 4-го отд-я ЭКО ГУГБ НКВД, одновременно в 7.1934 -11.1936 гг.  помощник начальника ЭКО ГУГБ НКВД; в 5.1935 - 9.1936 гг.  начальник 6-го отд-я ЭКО ГУГБ НКВД; в 11.1936 - 8.1937 гг. помощник начальника КРО (3-го отдела) ГУГБ НКВД СССР. Как ответственный сотрудник ЭКУ-ЭКО ОГПУ-НКВД несет ответственность за фабрикации многочисленных экономических «дел» о «вредительстве в народном хозяйстве СССР».
С августа 1937 г. по ноябрь 1938 г. — нарком внутренних дел Узбекской ССР и начальник особого отдела ГУГБ НКВД СССР Среднеазиатского ВО. Этот период отмечен вхождением в состав особой тройки, созданной по приказу НКВД СССР от 30.07.1937 г. № 00447 и активным участием в сталинских репрессиях.
Был избран депутатом Верховного Совета СССР 1-го созыва от Узбекской ССР в Совет Союза в результате выборов 12 декабря 1937 года.
После прихода Л. П. Берии на должность первого заместителя наркома НКВД и начальника ГУГБ НКВД СССР 20 ноября 1938 года арестован по обвинению в «шпионаже в пользу Германии, Японии, Италии и подготовке террористических актов».
22 февраля 1939 года по списку Л.Берии-А.Вышинского от 15.2.1939 г. Военная коллегия Верховного Суда СССР приговорила Апресяна к высшей мере наказания (ст.ст. 58-8 («террор»), −11 («участие в антисоветской к.-р. организации в органах НКВД») УК РСФСР). Расстрелян в ночь на 23 февраля 1939 г. в г. Москва вместе с группой руководящих сотрудников НКВД СССР, в том числе начальниками ряда республиканских и региональных управлений НКВД (Берман Б. Д., Гречухин Д. Д., Вяткин Г. М., Жабрев И. А., Киселёв П. П., Стромин А. Р., Монаков С. Ф., Розанов А. М., Шаров Н. Д., Листенгурт Р. А., Яралянц А. А. и др.). Место захоронения - «могила невостребованных прахов» № 1 крематория Донского кладбища.
24 декабря 2013 года Определением Военной коллегии Верховного суда РФ признан не подлежащим реабилитации.

## Награды
знак «Почетный работник ВЧК-ОГПУ (V)»;
орден Красной Звезды (19.12.1937) (лишен посмертно Указом Президиума ВС СССР от 24.1.1941);
медаль «ХХ лет РККА» (15.10.1938)

## Семья
- Степан Захарович Апресян (арм. Ապրեսյան Ստեփան Զաքարի) (род.в г. Кохт-Կողթ) — резидент советской внешней разведки в Нью-Йорке, родной брат Д. З. Апресяна, был лингвистом и переводчиком, по некоторым данным владел приблизительно пятьюдесятью языками.
- Юрий Дереникович Апресян (1930—2024) — сын Д. З. Апресяна, известный советский и российский лингвист.

## Комментарии
1. ↑  В источниках указывается принадлежность Казахского уезда к Эриванской губернии, по-видимому, ошибочно. Ныне — в Агстафинском районе Азербайджана.